# 広島県立高宮高等学校
広島県立高宮高等学校（ひろしまけんりつたかみやこうとうがっこう）は、広島県安芸高田市にあった県立の高等学校。
少子化と生徒数の減少に伴い、2011年（平成23年）3月31日をもって閉校となった。

## 概要
歴史
1948年（昭和23年）の学制改革で設置された新制高等学校「広島県吉田高等学校」・「広島県吉田農業高等学校」の分校3校として創立。当初は定時制分校であったが、1962年（昭和37年）に3分校が統合の上、全日制の分校となる。1983年（昭和53年）に「広島県立高宮高等学校」として独立。分校創立から63年（独立から28年）を迎えた2011年（平成23年）に閉校。
設置課程・学科
全日制課程 普通科
校訓・校章・校歌
通学手段
学校が山奥にあるため、通学の際は原付での登校が認められていた。

## 沿革
- 1948年（昭和23年）- 新制高等学校の発足により以下の分校3校が設置される。
  - 「広島県吉田高等学校 川根分校」
  - 「広島県吉田農業高等学校 船佐分校」
  - 「広島県吉田農業高等学校 来原分校」
- 1949年（昭和24年）4月30日 - 高校三原則に基づく公立高校再編が行われる。
  - 広島県吉田農業高等学校と広島県吉田高等学校の2校が統合され、総合制の広島県吉田高等学校が発足。
    - 「広島県吉田高等学校 川根分校」
    - 「広島県吉田高等学校 船佐分校」
    - 「広島県吉田高等学校 来原分校」
- 1962年（昭和37年）4月 - 3分校が統合の上、「広島県吉田高等学校 高宮分校」となる。全日制分校に転換。
  - 川根分校を川根教場、来原分校を来原教場とする。
- 1967年（昭和42年）- 川根教場を廃止。
- 1968年（昭和43年）
  - 10月1日 - 「広島県立吉田高等学校 高宮分校」に改称（県の後に「立」が付される）。
  - この年 - 来原教場を廃止。
- 1983年（昭和58年）4月1日 - 広島県立吉田高等学校から分離の上、「広島県立高宮高等学校」として独立。
- 1987年（昭和62年）- 女子寄宿舎が完成。
- 1989年（平成元年）- 体育館兼講堂が完成。
- 2009年（平成21年）4月1日 - 募集を停止。
- 2011年（平成23年）
  - 3月6日 - 最後の卒業式（卒業生25名）および閉校式を挙行。創立当初から閉校までの卒業者数合計1,014名。
  - 3月31日 - 広島県立吉田高等学校への統合により閉校。閉校後の証明書発行等の事務は広島県立吉田高等学校で行われている。

跡地の活用
校舎は東北太平洋沖地震（東日本大震災）で被災した小学生たちの受け入れ先として活用される予定であった。

## 参考資料
- 広報あきたかた2011年（平成23年）4月号 (PDF) p.16 - 安芸高田市ウェブサイト

## 関連事項
- 広島県高等学校の廃校一覧